# Amblypomacentrus
Genre
Amblypomacentrus est un genre de poissons téléostéens de la famille des Pomacentridae.

## Liste des espèces
Selon FishBase (4 fev. 2016) et World Register of Marine Species (4 fev. 2016) :
- Amblypomacentrus breviceps (Schlegel et Müller, 1839)
- Amblypomacentrus clarus Allen et Adrim, 2000
- Amblypomacentrus vietnamicus Prokofiev, 2004